# Bârsău Mare
Bârsău Mare – wieś w Rumunii, w okręgu Sălaj, w gminie Gâlgău. W 2011 roku liczyła 248 mieszkańców.